# Орбитальный период
Орбитальный год, орбитальный период, орбитальный оборот — время, за которое небесное тело совершает полный оборот по орбите вокруг для него внешнего центра притяжения, внешней оси этого вращения (например, вокруг другого небесного тела или общего с другим небесным телом центра масс). С пространственной точки зрения, орбитальное вращение, орбитальный оборот, виток — круговой путь, закруглённая траектория орбиты тела, путешествующего за счёт собственной или сообщённой инерции в гравитационном поле. Является предметом изучения небесной механики.
Орбитальный период не зависит от размера небесного тела. Соотношение орбитальных периодов двух (или более) небесных тел, равное отношению небольших натуральных чисел, приводит к орбитальному резонансу, а аналогичное наложение оборотов (периодов, сроков, спинов) орбитального и осевого движения — к орбитально-вращательному или спин-орбитальному резонансу (как, например, у Меркурия с Солнцем). Орбитальный период пылевых частиц в Солнечной системе может уменьшаться вследствие эффекта Пойнтинга — Робертсона.

## Сводка формул

Большая (а) и малая (б) полуось эллипса

Согласно третьему закону Кеплера, орбитальный период T (в секундах) двух тел, вращающихся друг вокруг друга по круговой или эллиптической орбите, равен:
{\displaystyle T=2\pi {\sqrt {\frac {a^{3}}{\mu }}}}
где:
а — большая полуось орбиты
μ = GM — стандартный гравитационный параметр
G — гравитационная постоянная
М — масса более массивного тела.
Для всех эллиптических орбит с одинаковой большой полуосью период обращения одинаков, независимо от эксцентриситета.
И наоборот, формула для расчёта расстояния, на котором тело должно вращаться, чтобы иметь заданный орбитальный период:
{\displaystyle a={\sqrt[{3}]{\frac {GMT^{2}}{4\pi ^{2}}}}}
Например, для завершения движения каждые 24 часа при массе тела 100 кг небольшое тело должно вращаться на расстоянии 1,08 метра от его центра масс.
Когда сравнительно маленькое тело движется по круговой орбите и зависит от плотности центра масс — р (в кг/м³), приведённое выше уравнение упрощается:
{\displaystyle T={\sqrt {\frac {3\pi }{G\rho }}}}.
Когда два тела вращаются друг вокруг друга, орбитальный период T можно рассчитать следующим образом (необходимо учитывать массы обоих орбитальных тел):
{\displaystyle T=2\pi {\sqrt {\frac {a^{3}}{G\left(M_{1}+M_{2}\right)}}}}
М1+М2 — сумма масс двух тел.

## Виды
Существует несколько видов орбитальных периодов (при рассмотрении небесных тел в Солнечной системе):
- Сидерический период — промежуток времени, в течение которого какое-либо небесное тело-спутник совершает вокруг главного тела полный оборот относительно звёзд.
- Синодический период — промежуток времени, когда какое-либо небесное тело-спутник совершает вокруг главного тела полный оборот с точки зрения наблюдателя со стороны; например, промежуток времени между двумя последовательными соединениями Луны или какой-нибудь планеты Солнечной системы с Солнцем при наблюдении за ними с Земли. При этом соединения планет с Солнцем должны происходить в фиксированном линейном порядке, что существенно для внутренних планет: например, это будут последовательные верхние соединения, когда планета проходит за Солнцем.
- Драконический период — интервал времени, состоящий из 223 синодических месяцев (в среднем приблизительно 6585,3211 суток или 18,03 тропического года), по прошествии которого затмения Луны и Солнца приблизительно повторяются в прежнем порядке.
- Аномалистический период — промежуток времени, за который тело, перемещаясь по эллиптической орбите, дважды последовательно проходит через перицентр. Этот период может несколько отличаться от сидерического, потому что ориентация линии апсид орбиты медленно меняется из-за её прецессии. Например, аномалистический период Луны — 27,55455 дня, Земли — 365,25964 дня.
- Тропический период — отрезок времени, за который Солнце завершает один цикл смены времён года, как это видно с Земли, например, время от одного весеннего равноденствия до следующего, или от одного дня летнего солнцестояния до другого.